# Beautiful days (嵐の曲)
『Beautiful days』（ビューティフル デイズ）は、日本の男性アイドルグループ・嵐の通算24枚目となるシングル。2008年11月5日にジェイ・ストームから発売された。

## 概要
- 初回限定盤・通常盤での発売となり、それぞれ収録内容・ジャケット写真ともに異なる。

- 表題曲は、メンバーの二宮和也主演 TBS系金曜ドラマ『流星の絆』の主題歌であり、同じくメンバーの大野智が主演を務めた連続ドラマ『魔王』の主題歌であった前作「truth」に引き続き、2作連続・2クール連続で同じ金曜ドラマ枠の主題歌を手掛けた。さらに、CSスポーツ放送局GAORAにおいてプロ野球中継北海道日本ハムファイターズ2019年シーズン主催公式戦中継のエンディング曲にも抜擢された。

- 両形態に収録されているカップリング曲「僕が僕のすべて」は、KDDI/沖縄セルラー電話(au by KDDI)『au BOX』 のCMソングである。嵐は2008年から同社のイメージキャラクターを務めているが、CMソングを担当するのはこの曲が初となった。

- 初回限定盤には、表題曲のビデオ・クリップを収録。

- 通常盤には、カップリング曲「忘れられない」と、曲終了後の「シークレットトーク」に加え、オリジナル・カラオケ3曲を収録。

## その他
- PVは、メンバーが歌う中、手書き風の白一色の線で涙や翼のCGが描かれているものになっている。

- 本作の監督は、岡川太郎が担当している。

- TVなどで披露された時は踊らず、場所を動くだけの演出となっており、個人個人のソロが少ない1曲となった。

- 『うたばん』に出演した際、MCの石橋貴明は歌詞の『涙ホロリ』を『涙チョロリ』と替え歌にしていた。そのためか、この曲に関する話題となると『涙チョロリ』を連呼していた。

## チャート成績
2008年11月17日付のオリコン週間シングルチャートで初登場首位を獲得。首位獲得は「PIKA★★NCHI DOUBLE」から13作連続、通算20作目となった。初動売上は約35.2万枚であった。累計売上は47万枚。
2008年度のオリコン年間シングルチャートでは、期間内に売上枚数約42.2万枚を記録し、10位にランクインした。同チャートでは今作を含め嵐の作品が3作TOP10にランクインしている。同一アーティストが年間シングルチャートで3作品TOP10に入るのは、2002年の宇多田ヒカル以来6年ぶりである。

## 収録曲

### CD
※「忘れられない」以降、通常盤のみ収録。
1. Beautiful days(4:55)
作詞・作曲：Takuya Harada
編曲：ha-j
  - 二宮和也主演 TBS系列金曜ドラマ『流星の絆』主題歌
  - 2019年「GAORAプロ野球中継」（北海道日本ハムファイターズ主催試合）エンディングテーマ
2. 僕が僕のすべて(4:31)
作詞：100+
作曲・編曲：加藤裕介
  - 嵐出演 KDDI/沖縄セルラー電話（au by KDDI）『au BOX』CMソング

着うたフルでの配信限定曲[3]だったが、今作でCD初収録。
3. 忘れられない(4:14)
作詞：Arika
作曲：HIKARI
編曲：佐々木博史
4. Beautiful days（オリジナル・カラオケ）
5. 僕が僕のすべて（オリジナル・カラオケ）
6. 忘れられない（オリジナル・カラオケ）
曲終了後、シークレットトークを収録。

### DVD
※初回限定盤のみ
1. 「Beautiful days」ビデオ・クリップ

## 収録アルバム
- 5×10 All the BEST! 1999-2009（#1, 2）
  - #2は初回限定盤特典CD「ARASHI'S Selection」のみ収録。
- ウラ嵐マニア（通常盤#2, 3）
- 5×20 All the BEST!! 1999-2019（#1）
- ウラ嵐BEST 2008-2011（通常盤#2, 3）

## 映像作品
Beautiful days
- ARASHI Anniversary Tour 5×10
- ARASHI 10-11 TOUR "Scene"〜君と僕の見ている風景〜 STADIUM
- ARASHI LIVE TOUR Beautiful World

僕が僕のすべて
- ARASHI LIVE TOUR Beautiful World
- アラフェス2020 at 国立競技場